# Leptodascalia unimaculata
Leptodascalia unimaculata är en insektsart som först beskrevs av Schmidt 1904.  Leptodascalia unimaculata ingår i släktet Leptodascalia och familjen Flatidae. Inga underarter finns listade i Catalogue of Life.